# 3 Faces of Fear
3 Faces of Fear var en gruppe wrestlere i World Championship Wrestling (WCW) ført an af Kevin Sullivan og bestod desuden af The Butcher og Avalanche. Gruppen betragtes af mange som en forløber til Dungeon of Doom, der også blev ledet af Kevin Sullivan (The Taskmaster) og også havde de to andre wrestlere i gruppen. 3 Faces of Fear kæmpede mod Hulk Hogans Hulkamania mod slutningen af 1994, men blev opløst i 1995.
| Sport | Spire Denne artikel om sport er en spire som bør udbygges. Du er velkommen til at hjælpe Wikipedia ved at udvide den. |